# Mesa Boogie

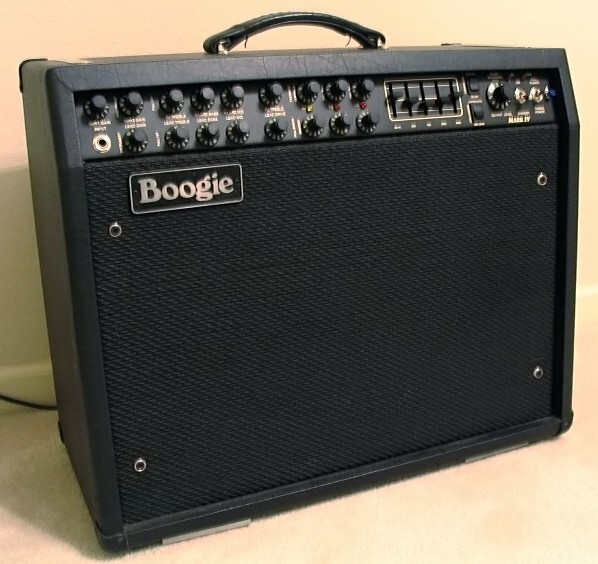
Gitarrförstärkaren Mesa Boogie Mark IV.

Mesa Boogie är ett amerikanskt företag som tillverkar gitarrförstärkare. Företaget är baserat i Petaluma, Kalifornien och grundades 1969 av Randall Smith. Ursprungligen var det en reparationverkstad som efter att ha modifierat några Fender-produkter började tillverka egna förstärkare i början av 1970-talet. Förstärkarens något speciella egenskaper gjorde den populär bland rockmusiker.